# Koziński Potok
Koziński Potok – niewielki potok spływający Kozińskim Jarem w słowackich Tatrach Zachodnich. W przewodniku Tatry Zachodnie. Słowacja potok ten ma nazwę Klinowy Potok, na mapie słowackiej nie ma żadnej nazwy. Ma źródła na wysokości około 1120 m, spływa początkowo w północnym, później północno-zachodnim kierunku i na wysokości około 870 m uchodzi do Siwego Potoku jako jego prawy dopływ. Ma bardzo duży spadek. Cały bieg potoku znajduje się na zalesionym obszarze Tatrzańskiego Parku Narodowego.